# 헤어져도 사랑만은
"헤어져도 사랑만은"는 1972년 공개된 대한민국의 영화이다.

## 배역
- 신영균
- 윤정희
- 남궁원
- 임지성
- 유하나
- 남미리
- 이낙훈
- 최남현
- 안인숙
- 김신재
- 이예성
- 문주
- 지계순
- 임성포
- 김승남
- 조덕성